# Как-Укалав-Чан-Чак
Как-Укалав-Чан-Чак — правитель Саальского царства со столицей в Наранхо.

## Биография
Как-Укалав-Чан-Чак был преемником Как-Йипий-Чан-Чака. Он был сыном Как-Тилиу-Чан-Чака и Иш-Унен-Балам. Он воцарился  9.16.4.10.18, 9 Эц'наб' 11 Муваан (22 ноября 755). Его инаугурация была запечатлена стеле 6 из Наранхо. Во время его правления Сааль зависел от Мутульского царства.
Преемником Как-Укалав-Чан-Чака стал Кех-…ль-Кавиль.